# Constituição brasileira de 1988
A Constituição da República Federativa do Brasil de 1988 é a lei fundamental e suprema do Brasil, servindo de parâmetro de validade a todas as demais espécies normativas, situando-se no topo do ordenamento jurídico.
Foi aprovada pela Assembleia Nacional Constituinte em 22 de setembro de 1988 e promulgada em 5 de outubro de 1988. Pode ser considerada a sétima ou a oitava constituição do Brasil e a sexta ou sétima constituição brasileira em um século de república.
Ficou conhecida como "Constituição Cidadã", por ter sido concebida no processo de redemocratização, iniciado com o encerramento da ditadura militar no Brasil (1964–1985). É composta por 250 artigos, sendo a segunda maior constituição do mundo, depois da constituição da Índia. Não é permitido propor emendas que venham a suprimir as Cláusulas Pétreas da Constituição.
Até setembro de 2024 foram acrescentadas 145 emendas, sendo 135 emendas constitucionais ordinárias, seis emendas constitucionais de revisão e quatro tratados internacionais aprovados de forma equivalente. Em 2023, recebeu sua primeira tradução para o idioma indígena Nheengatu.

## História

### Colapso da ditadura militar
Desde 1964 o Brasil estava sob uma ditadura militar, e desde 1967 (particularmente subjugado às alterações decorrentes dos Atos Institucionais) sob uma Constituição imposta pelo governo federal. O regime de exceção, em que as garantias individuais e sociais eram restritas, ou mesmo ignoradas, e cuja finalidade era garantir os interesses da ditadura, internalizados em conceitos como segurança nacional, restrição das garantias fundamentais, torturou e executou opositores. Durante o processo de abertura política, o anseio por dotar o Brasil de uma nova Constituição, defensora dos valores democráticos. Anseio que se tornou necessidade após o fim da ditadura militar e a redemocratização do Brasil, a partir de 1985.

### Assembleia Constituinte de 1987
A Assembleia Nacional Constituinte de 1987 foi instalada no Congresso Nacional, em Brasília, a 1º de fevereiro de 1987, resultante da Emenda Constitucional nº 26, de 1985, com a finalidade de elaborar uma Constituição democrática para o Brasil, após 21 anos sob regime militar. Sua convocação foi resultado do compromisso firmado durante a campanha presidencial de Tancredo Neves (1910-1985), primeiro presidente civil eleito, pelo voto indireto, após a ditadura. O presidente, entretanto, morreu antes de assumir o cargo. Ficou nas mãos de José Sarney assumir o Palácio do Planalto e instalar a Assembleia. Os trabalhos da Constituinte duraram 20 meses, sendo encerrados em 22 de setembro de 1988, após a votação e aprovação do texto final da nova Constituição brasileira. Participaram de sua elaboração 559 parlamentares (72 senadores e 487 deputados federais), com intensa participação da sociedade. Dos 559 parlamentares, apenas 26 eram mulheres.
Diversos movimentos sociais e organizações da sociedade civil mobilizaram-se para garantir sua participação na elaboração da Constituição de 1988. O próprio Congresso Nacional criou campanhas para assegurar essa presença popular, como os projetos "Diga Gente e Projeto Constituição". Entre março de 1986 e julho de 1987, a Comissão de Constituição e Justiça do Senado Federal desenvolveu esses projetos, em que cinco milhões de formulários foram distribuídos e disponibilizados em diferentes órgãos públicos por todo o Brasil. Foram coletadas 72.719 sugestões em todo o país e o resultado da compilação das sugestões foi a criação da base de dados Sistema de Apoio Informático à Constituinte (SAIC). A SAIC reúne a íntegra das sugestões enviadas pelos cidadãos, além da identificação dos proponentes, tornando-se uma fonte importante para entender a realidade brasileira à época da Constituinte de 1987.
Em vigor desde 1988, composta por 250 artigos, é a segunda maior constituição do mundo; o primeiro lugar é ocupado pela lei máxima da Índia. Até dezembro de 2024 foram acrescentadas 145 emendas, sendo 135 emendas constitucionais ordinárias, seis emendas constitucionais de revisão e quatro tratados internacionais aprovados de forma equivalente.
No dia 5 de outubro de 2013 a Constituição completou 25 anos de vigência e a data foi celebrada em várias entidades e movimentos sociais, entre os quais: foi o ato do Conselho Federal da OAB, em Brasília, que reuniu juristas, lideranças de movimentos organizados e políticos que participaram da Assembleia Constituinte, entre eles, os ex-presidentes Lula e José Sarney. Na noite da mesma data o programa Repórter Senado da TV Senado exibiu um especial de uma hora e 10 minutos sobre os acontecimentos, sugestões populares e discussões da constituinte e seus desdobramentos nos 25 anos de vigência da  Carta Constitucional.
Em 29 de outubro de 2013 foi realizada uma sessão especial no Congresso Nacional brasileiro alusiva aos 25 anos da Carta Política com a participação de atores políticos e sociais da época da constituinte e foi entregue a Medalha Ulysses Guimarães para várias personalidades, entre eles, Bernardo Cabral que fora relator na assembleia que construiu o texto constitucional de 1988. Como parte das comemorações, o Governo Federal lançou uma versão da Constituição em texto, áudio e língua de sinais, atendendo assim a uma demanda de acessibilidade a milhões de brasileiros com deficiência sensorial.

## Características

### Inspirações

Capa da Constituição de 1988 original sob guarda do Arquivo Nacional.

O ex-presidente João Goulart apresentou em 1964 uma série de propostas de reformas, cujo conjunto ficou conhecido como Reformas de Base. Parte dessas propostas foram adotadas pela Nova Constituição, tendo como exemplo a Medida Provisória, os monopólios estatais na economia, o voto dos analfabetos, e a função social da propriedade.
A Constituição da República Portuguesa de 1976 é também apontada como uma das influências para o texto brasileiro de 1988. O ministro Gilmar Mendes, do Supremo Tribunal Federal, vê essa relação "notada e manifesta" quanto aos direitos fundamentais. Doutrinadores apontam também semelhanças em matéria de controle de constitucionalidade.
Constituição dirigente ou compromissória é aquela que traça os objetivos a serem perseguidos pelo Estado. Recebem, ainda, o nome de constituição programática ou diretiva. As ideias foram desenvolvidas pelo jurista português José Joaquim Gomes Canotilho em sua obra Constituição Dirigente e Vinculação do Legislador de 1982. Essa exerceu enorme influência na Constituição de 1988. sendo a Carta Magna de 1988 um exemplo de Constituição dirigente, pois consagra inúmeras normas programáticas, como, por exemplo, as que estabelecem os objetivos fundamentais da República Federativa do Brasil previstos no artigo 3º.

### Conquistas

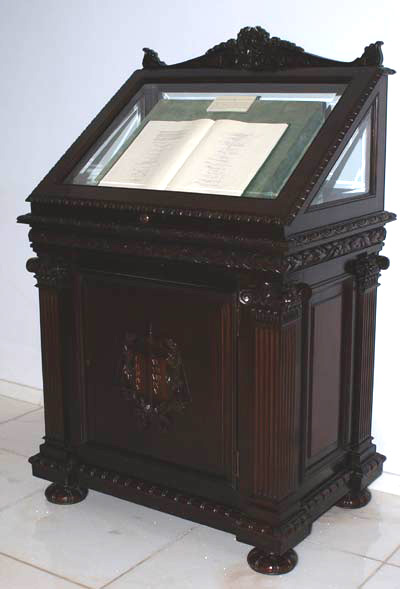
Uma das edições originais da Constituição de 1988, exposta no Museu do Supremo Tribunal Federal (STF).

Independentemente das controvérsias de cunho político, a Constituição Federal de 1988 assegurou diversas garantias constitucionais, com o objetivo de dar maior efetividade aos direitos fundamentais, permitindo a participação do Poder Judiciário sempre que houver lesão ou ameaça de lesão a direitos. Para demonstrar a mudança que estava havendo no sistema governamental brasileiro, que saíra de um regime autoritário recentemente, a constituição de 1988 qualificou como crimes inafiançáveis a tortura e as ações armadas contra o estado democrático e a ordem constitucional, criando assim dispositivos constitucionais para bloquear golpes de qualquer natureza.
É a mais abrangente e extensa de todas as anteriores no que se trata de Direitos e Garantias Fundamentais. Segundo o jurista italiano Luigi Ferrajoli, é uma das mais avançadas do mundo no tocante aos direitos e garantias fundamentais. Especialistas apontam que a Constituição de 1988 trouxe avanços no reconhecimento dos direitos individuais e sociais das mulheres. Outros sustentam que a Constituição foi um marco nos direito indígenas. A proteção do meio ambiente também é ressaltado como um avanço.
Com a nova constituição, o direito maior de um cidadão que vive em uma democracia representativa foi conquistado: foi determinada a eleição direta para os cargos de Presidente da República, Governador do Estado e do Distrito Federal, Prefeito, Deputado Federal, Estadual e Distrital, Senador e Vereador. A carta magna de 1988 é exaltada por ter restabelecida a democracia. Para Gilmar Mendes, a nova Constituição assegurou o mais longo período de estabilidade institucional da história republicana brasileira.
A nova Constituição também previu maior responsabilidade fiscal. Pela primeira vez, uma Constituição brasileira define a função social da propriedade privada urbana, prevendo a existência de instrumentos urbanísticos que, interferindo no direito de propriedade (que a partir de agora já não seria considerado inviolável), teriam por objetivo romper com a lógica da especulação imobiliária. A definição e regulamentação de tais instrumentos, porém, deu-se apenas com a outorga do Estatuto da Cidade em 2001.
Antes da Constituição, o Ministério Público estava subordinado ao poder judiciário. O constituinte outorgou ao Ministério Público autonomia e independência sem subordinação à estrutura dos Poderes do Estado. Essa distinção tem sido considerada fundamental para avanço no combate à corrupção. Alguns sustentam que ações de combate à corrupção, como a Operação Lava Jato, só foram possíveis graças às novas atribuições conferidas pela carta magna de 1988.

### Estrutura
A Constituição de 1988 está dividida em nove títulos; são eles:
| Título I — Princípios Fundamentais                          | Do artigo 1.º ao 4º são expostos os fundamentos sob os quais constitui-se a República Federativa do Brasil. |
| Título II — Direitos e Garantias Fundamentais               | Do artigo 5.º ao 17 são elencados uma série de direitos e garantias, reunidos em cinco grupos básicos: - Capítulo I: Direitos e Deveres Individuais e Coletivos. - Capítulo II: Direitos Sociais. - Capítulo III: Nacionalidade. - Capítulo IV: Direitos Políticos. - Capítulo V: Partidos Políticos. As garantias ali inseridas (muitas delas inexistentes em Constituições anteriores) representaram um marco na história brasileira. |
| Título III — Organização do Estado                          | Do artigo 18 ao 43 é definida a organização político-administrativa, ou seja, das atribuições de cada ente da federação (União, Estados, Distrito Federal e Municípios); além disso, tratam das situações excepcionais de intervenção nos entes federativos, versam sobre administração pública e servidores públicos militares e civis, e também das regiões do país e sua integração geográfica, econômica e social.                  |
| Título IV — Organização dos Poderes                         | Do artigo 44 ao 135 é definida a organização e as atribuições de cada poder (Poder Executivo, Poder Legislativo e Poder Judiciário), bem como de seus agentes envolvidos. Também definem os processos legislativos, inclusive os que emendam a Constituição. |
| Título V — Defesa do Estado e das Instituições Democráticas | Do artigo 136 ao 144 são definidas as questões relativas à Segurança nacional, regulamentando a intervenção do Governo Federal através de decretos de Estado de Defesa, Estado de Sítio, intervenção das Forças armadas e da Segurança pública. |
| Título VI — Tributação e Orçamento                          | Do artigo 145 ao 169 são estabelecidas as limitações tributárias do poder público (União, Estados, Distrito Federal e Municípios), organizando o sistema tributário e detalhando os tipos de tributos e a quem cabe cobrá-los. Tratam ainda da repartição das receitas e das normas para a elaboração do orçamento público. |
| Título VII — Ordem Econômica e Financeira                   | Do artigo 170 ao 192 são reguladas a atividade econômica e financeira, bem como as normas de política urbana, agrícola, fundiária e reforma agrária, versando ainda sobre o sistema financeiro nacional. |
| Título VIII — Ordem Social                                  | Do artigo 193 ao 232 são tratados os temas relacionados ao bom convívio e desenvolvimento social do cidadão, como deveres do Estado, a saber: seguridade social (saúde pública, previdência social e assistência social); educação, cultura e esporte; ciência e tecnologia; comunicação social; meio ambiente; família (incluindo nesta acepção crianças, adolescentes e idosos); e populações indígenas.                              |
| Título IX — Disposições Constitucionais Gerais              | Do artigo 234 ao 250 (o artigo 233 foi revogado) são tratadas as disposições esparsas versando sobre temáticas variadas e que não foram inseridas em outros títulos em geral por tratarem de assuntos muito específicos. |

### Emendas constitucionais

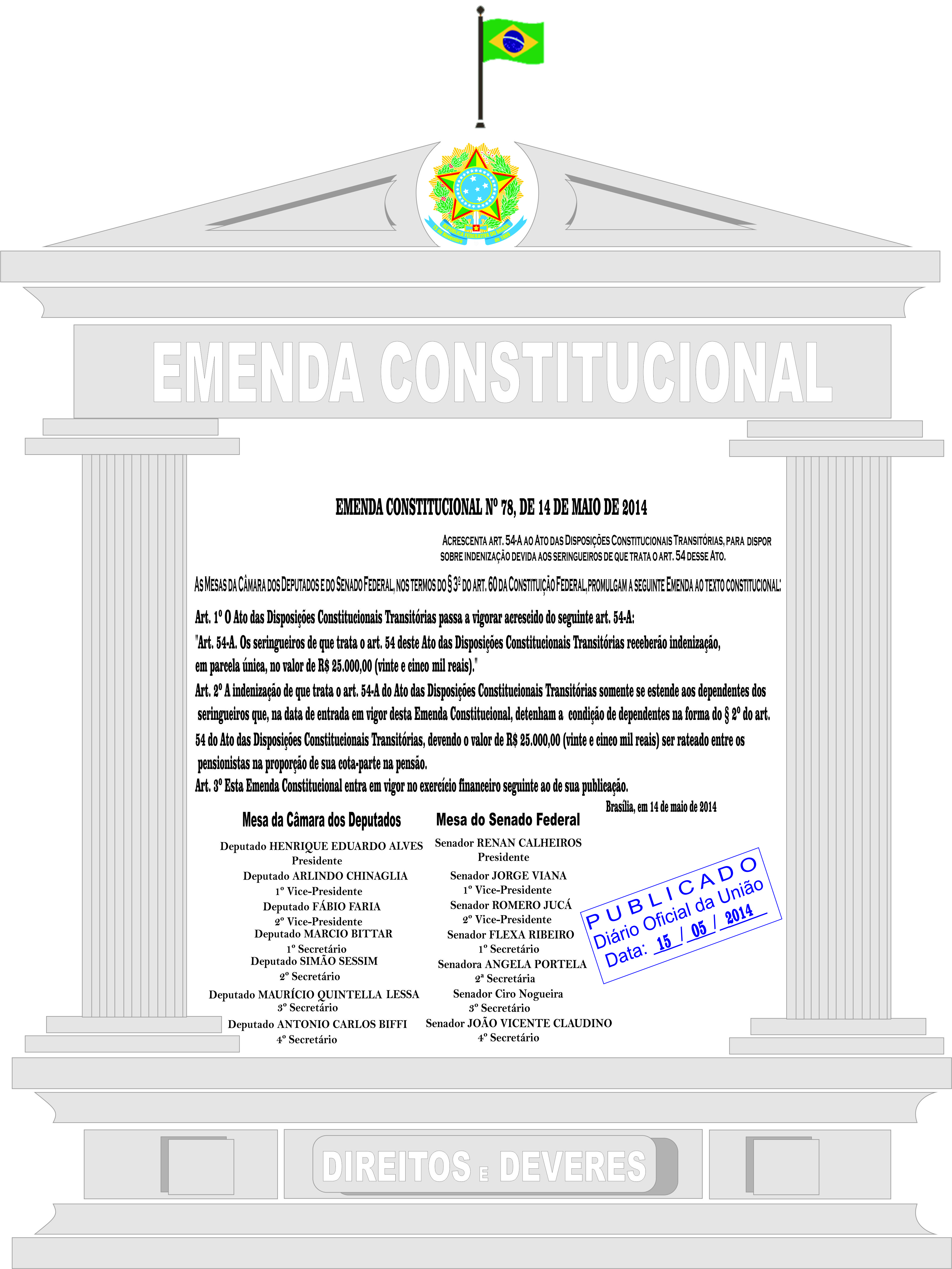
Pórtico com o texto e as chancelas da Emenda Constitucional n.º 78, de 14 de maio de 2014.

O artigo 60 da Constituição estabelece as regras para o processo de criação e aprovação de Emendas Constitucionais. Uma emenda pode ser proposta pelo Congresso Nacional (um terço da Câmara dos Deputados ou do Senado Federal), pelo Presidente da República ou por mais da metade das Assembleias Legislativas dos governos estaduais. Uma emenda é aprovada somente se três quintos da Câmara dos Deputados e do Senado Federal aprovarem a proposta, em dois turnos de votação.
As emendas constitucionais devem ser elaboradas respeitando certas limitações, definidas pelo artigo 60. Há limitações materiais, conhecidas como cláusulas pétreas (§ 4.º), limitações circunstanciais (§ 1.º), limitações formais ou procedimentais (incisos I, II, III, § 3.º). Há ainda uma forma definida de deliberação (§ 2.º) e promulgação (§ 3.º).
Implicitamente, considera-se que o art. 60 da Constituição é inalterável, pois alterações neste artigo permitiriam uma revisão completa da Constituição. Nos casos não abordados pelo art. 60, é possível propor emendas. Os órgãos competentes para submeter emendas são: a Câmara dos Deputados, o Senado Federal, o Presidente da República e de mais da metade das Assembleias Legislativas das unidades da Federação, manifestando-se, cada uma delas, pela maioria relativa de seus membros.
Os direitos fundamentais, previstos nos incisos do artigo 5.º, também não comportam Emendas que lhes diminuam o conteúdo ou âmbito de aplicação.
A emenda constitucional de revisão, conforme o art. 3.º da ADCT (Ato das Disposições Constitucionais Transitórias), além de possuir implicitamente as mesmas limitações materiais e circunstanciais, e os mesmos sujeitos legitimados que o procedimento comum de emenda constitucional, também possuía limitação temporal - apenas uma revisão constitucional foi prevista, 5 anos após a promulgação, sendo realizada em 1993. No entanto, ao contrário das emendas comuns, ela tinha um procedimento de deliberação parlamentar mais simples para reformar o texto constitucional pela maioria absoluta dos parlamentares, em sessão unicameral e promulgação dada pela Mesa do Congresso Nacional.
A Constituição brasileira já sofreu 145 reformas em seu texto original, sendo 135 emendas constitucionais e seis emendas de revisão constitucional e quatro tratados internacionais aprovado de forma equivalente. A única Revisão Constitucional geral prevista pela Lei Fundamental brasileira aconteceu em 5 de outubro de 1993, não podendo mais sofrer emendas de revisão. Mesmo assim, houve tentativas, como a Proposta de Emenda à Constituição (PEC) 157, do deputado Luiz Carlos Santos, que previa a convocação de uma Assembleia de Revisão Constitucional a partir de janeiro de 2007.

### Remédios constitucionais
A Constituição de 1988 incluiu dentre outros direitos, ações e garantias, os denominados "Remédios Constitucionais". Por Remédios Constitucionais entendem-se as garantias constitucionais, ou seja, instrumentos jurídicos para tornar efetivo o exercício dos direitos constitucionais.
Os Remédios Constitucionais (listados abaixo) são previstos no artigo 5.º  e no artigo 129, Inciso III, da Constituição de 1988:
- Habeas data (artigo 5.º, Inciso LXXII e Lei n° 9.507 de 1997[44]) — sua finalidade é garantir ao particular o acesso às informações que dizem ao seu respeito constantes do registro de banco de dados de entidades governamentais ou de caráter público ou correção destes dados, quando o particular não preferir fazer por processo sigiloso, administrativo ou judicial.
- Ação Popular (artigo 5.º, Inciso LXXIII e Lei n.º 4.717 de 1965)[45] — objetiva anular ato lesivo ao patrimônio público e punir seus responsáveis.
- Ação civil pública (artigo 129, Inciso III) — objetiva reparar ato lesivo aos interesses descritos no artigo 1º (todos os incisos), da Lei nº 7.347.
- Habeas corpus (artigo 5.º, Inciso LXVIII) — instrumento tradicionalíssimo de garantia de direito, assegura a reparação ou prevenção do direito de ir e vir, constrangido por ilegalidade ou por abuso de poder.
- Mandado de segurança (artigo 5.º, Inciso LXIX) — usado de modo individual, tem por fim proteger direito líquido e certo, não amparado por habeas corpus ou habeas data
- Mandado de Segurança Coletivo (artigo 5.º, Inciso LXX) — usado de modo coletivo, tem por finalidade proteger o direito de partidos políticos, organismos sindicais, entidades de classe e associação legalmente constituídas em defesa dos interesses de seus membros ou associados.
- Mandado de injunção (artigo 5.º, Inciso LXXI) — usado para viabilizar o exercício de um direito constitucionalmente previsto e que depende de regulamentação.

## Capa, versão em Braille e réplica roubada do STF
A capa da atual Constituição Brasileira foi criada em 1988 pelo artista Cosme Coelho Rocha, tendo sido aprovada por Ulysses Guimarães, "por sua simplicidade e por seu simbolismo". Cosme reestilizou a bandeira do Brasil, tornando-a mais simples, sem as estrelas e sem a faixa "Ordem e Progresso". Foi colocada no sentido vertical, para transmitir a ideia de algo que estava "nascendo, começando a crescer".
Em 1998 o Senado Federal imprimiu uma versão, em três volumes, toda em Braille, com reedições posteriores.
Em 8 de janeiro de 2023, uma réplica da Constituição, exposta no Salão Branco do Supremo Tribunal Federal, foi roubada nos ataques às sedes dos Três Poderes em Brasília. Dos cinco exemplares originais, um está exposto no museu do STF, e não foi atacado nas invasões. O exemplar roubado foi recuperado pela Polícia Federal em Varginha, Minas Gerais, e devolvido ao STF cinco dias depois, em 13 de janeiro.

## Críticas

Capa da edição original da Constituição de 1988.

A Constituição Federal de 1988 é criticada na doutrina por ser muito extensa, prolixa e analítica. Essa característica obrigou a Constituição a ser emendada diversas vezes, em processos politicamente custosos, para se adequar às mudanças da sociedade.
Outra crítica é que a Constituição Federal de 1988 reproduz um modelo de capitalismo de Estado, ampliando monopólios estatais e regulações, o que permitiu ao estado brasileiro, em 2017, ter participações em mais de 650 empresas, envolvidas em um terço do PIB nacional. Esse modelo também criou restrições para a atuação de empresas estrangeiras em diversos campos com consequências danosas ao crescimento do país. Na visão de alguns doutrinadores, esse modelo econômico favorece o patrimonialismo e a corrupção.
Uma parcela da doutrina tem culpado a Constituição. Raul Jungmann criticou o fato da Constituição ter dado aos estados a responsabilidade com a segurança pública, deixando a União apenas com um papel residual. Isso teria possibilitado o crescimento de facções como o Primeiro Comando da Capital e o Comando Vermelho. Na visão de Alexandre de Moraes, o Brasil confundiu o respeito à dignidade da pessoa humana com a leniência às lideranças criminosas.
A Constituição também é responsabilizada por ter deixado um sistema processual lento. O Brasil tem o 30º judiciário mais lento entre 133 países, segundo o Banco Mundial. Isso tem feito o poder judiciário a utilizar as prisões provisórias como antecipação da pena. Em 2015 mais de 40% dos presos no Brasil eram provisórios.
Estudo do Banco Mundial criticou a Constituição Federal de 1988 por ter ampliado privilégios do funcionalismo público, agravando a desigualdade de renda no Brasil. Segundo estudos, a remuneração e aposentadoria dos servidores públicos são desproporcionalmente elevados. Em 2015, o déficit do Governo Federal com a aposentadoria dos cerca de 1 milhão de servidores da União foi maior do que todo o registrado com 33 milhões de aposentados da iniciativa privada. Para o Banco Mundial, os funcionários públicos integram o um quinto mais rico da população brasileira. Para Roberto Brant, a Constituição Federal foi capturada por grupos de funcionários públicos em 1988. Já o filósofo Fernando Schüler sustenta que o Brasil andou na contramão nos anos 1980: "Enquanto o mundo tratava de ajustar o Estado à globalização e modernizar a gestão pública, o Brasil apostou em um super Estado burocrático na Constituição de 1988. Oferecemos estabilidade rígida no emprego para os servidores, misturamos carreiras de Estado com carreiras comuns do serviço público, criamos a lei das licitações, engessamos os orçamentos e eliminamos qualquer espaço para a meritocracia na área pública". Para o jurista Modesto Carvalhosa, apenas uma nova constituição "principiológica" acabaria com os privilégios da carta magna de 1988.
A Constituição Federal de 1988 também é criticada por ter adotado um foro especial por prerrogativa de função considerado um dos mais amplos do mundo. Juristas entendem que essa extensão incentiva a corrupção. Um quarto das ações com Foro Privilegiado levam mais de dez anos para serem julgadas. O STF leva 1,3 mil dias para julgar ações penais de pessoas com foro privilegiado.  Entre 2001 e 2017, 200 ações envolvendo o Foro Privilegiado prescreveram.
Também é criticada a exigência de trânsito em julgado para a execução da pena. Para o juiz Sergio Moro, aguardar o trânsito em julgado contribui para a impunidade. Conforme o ministro Teori Zavascki, após a confirmação de sentença penal condenatória em segundo grau, não mais se poderia falar no princípio da não culpabilidade, vez que "os recursos excepcionais, para os tribunais de superposição, não ostentam capacidade de revolvimento de fatos e provas". 193 dos 194 países membros da ONU têm prisão em 1ª ou 2ª instância.
No aspecto eleitoral, a Constituição adotou o voto compulsório. Uma pesquisa de 2014 demonstra que a obrigatoriedade de comparecimento nas eleições é rejeitada por 61% dos brasileiros. Alguns doutrinadores questionam se é democrático obrigar as pessoas a votarem. Já os Ministros do Supremo Tribunal Federal, Luís Roberto Barroso e Alexandre de Moraes, argumentam que a obrigatoriedade do voto tem como função afastar radicalismos da política, já que "os moderados é que geralmente não votam, os radicais não deixam de votar", nas palavras de Barroso.
A Constituição adotou um modelo social democrata de organização do Estado, segundo define o articulista do jornal O Estado de S. Paulo Luiz Sérgio Henriques. Para o professor e advogado Marco Aurélio Marrafon, presidente da Academia Brasileira de Direito Constitucional, a Carta Magna brasileira de 1988 organizou o Estado segundo o modelo socioeconômico de um Estado de bem-estar social, em que se pretende conciliar "o componente liberal da preservação de direitos individuais e limitação do poder estatal, com a intervenção econômica direta e fomento de políticas públicas, de modo a redistribuir recursos e diminuir as desigualdades sociais". Para financiar o modelo de Estado de bem-estar social, foi necessário elevar a carga tributária, que passou de 23,4% do PIB em 1988, para 33,6% do PIB em 2005, e vincular as receitas orçamentárias. Assim, a União chegou a 93% de gastos obrigatórios em 2017, diminuindo a margem de manobra dos governantes e afetando os investimentos. Essa opção política é criticada por alguns doutrinadores.
Doutrinadores criticam um suposto poder excessivo concedido à Ordem dos Advogados do Brasil pela Constituição. O filósofo e jornalista brasileiro Hélio Schwartsman considera que a Constituição de 1988 conferiu "poderes desproporcionais" aos advogados "como o de indicar juízes, escrever leis, propor ações diretas de inconstitucionalidade e definir quem pode e quem não pode tornar-se advogado". Roberto Campos, economista, ex-senador e Ministro do Planejamento do Brasil nos primeiros anos da ditadura militar notou que "A OAB conseguiu a façanha de ser mencionada três vezes no que ele define como a "Constituição besteirol" de 1988. Segundo ele, "é talvez o único caso no mundo em que um clube de profissionais conseguiu sacralização no texto constitucional".